# Thierry Bouchard
Pour les articles homonymes, voir Bouchard.
Thierry Bouchard est un écrivain et un éditeur français né le 3 février 1959 à Auxerre (Yonne). Il vit à Orléans.
Il a été directeur des éditions et de la revue de littérature Théodore Balmoral qu'il a fondée en 1985. La revue a suspendu sa publication en 2014 après avoir publié son numéro 74.
Thierry Bouchard dirige depuis le printemps 2016 la collection «Théodore Balmoral» des éditions Fario.

## Publications

### Livres
- Du sable (trois poèmes) livre d’artiste avec des gravures de Marie Alloy, éd. Le Silence qui roule, 1993.
- Tous ceux qui passent (récits, Tout le monde 1, Jean, Vivant, Victor, Aimée, Pierre, Thomas, Céleste), Éditions Deyrolle, 1996.
- Où les emportes-tu ? (récits, Tout le monde 2, Primo, Marin, Paulin, Désiré, Rose, Armand, Ulysse, Adam), Éditions Deyrolle, 1997.
- « Blue Birds' Corner (et autres essais en vol) », Éditions Fario,‎ novembre 2014 (ISBN 979-1-09190-213-7, lire en ligne, consulté le 21 décembre 2014) .
- « La Fin de Bartleby », Éditions Fario,‎ février 2020 (ISBN 979-10-91902-54-0, lire en ligne, consulté le 13 mars 2020) [1][2].[3].[4].

### Au sein d'ouvrages collectifs
- article Pierre Michon, présentation, in Dictionnaire des auteurs, éd. Laffont-Bompiani, coll. Bouquins, 1994.
- article Vies minuscules, présentation, in Dictionnaire des œuvres, éd. Laffont-Bompiani, coll. Bouquins, 1994.
- texte « À bouche que veux-tu » in Dans l’écart, livre d’artiste avec des gravures de Marie Alloy, éd. Le Silence qui roule, 1998.
- texte « Raspoutitsa », in Dans les bruits du monde, éd. Le Hêtre pourpre, (Belgique), 2000.
- texte « Je ne sais quelle merveille, une fabuloserie », in André Dhôtel, « À tort et à travers », éd. de La Bibliothèque de Charleville-Mézières, 2000.
- texte « On tue un homme », in No pasaran !« Les auteurs et les amis de La Dragonne contre le fascisme », éd. de La Dragonne, 2002.
- texte « Bouée n° 51 (Addenda à Rldasedlrad les dlcmhypbgf) »,  La librairie Les Temps modernes fête ses 40 ans, Orléans, 2005.

### Préface
- « Les portes sont pleines d’étoiles » pour la réédition du premier livre d’André Dhôtel, Le Petit Livre clair (Deyrolle éditeur & Théodore Balmoral, mai 1997, diffusion Verdier).

### Au sein de revues
- Une cinquantaine de textes (proses, poèmes, études, lectures, présentations) dans les revues : La Nouvelle Revue Française, La Revue de Belles Lettres (Suisse), Liberté (Canada), Légendes, L’Atelier contemporain, Rehauts, Fario, Revue Europe, Cahiers de L’Herne, Théodore Balmoral.

- Théodore Balmoral, 1985, n° 1 : Ne me touche jamais, récit
- Théodore Balmoral, 1985, n° 1 : Un jeune homme sombre, récit

- Théodore Balmoral, 1986, n° 2/3 : Pour en finir avec les commencements, présentation
- Théodore Balmoral, 1986, n° 2/3 : Une lente dévastation, récit

- Théodore Balmoral, 1987, n° 4 : Dans le temps, récit

- Théodore Balmoral, 1988, n° 5 : La Sibylle de Cumes, récit

- Théodore Balmoral, 1989, n° 6/7 : Sept portraits assez vagues du fantôme Léon-Paul Fargue, tirés de quelques livres, présentation
- Théodore Balmoral, 1989, n° 6/7 : Hommage à Georges Perros, poème

- Théodore Balmoral, 1990, n° 8 : La Rivière
- Théodore Balmoral, 1990, n° 8 : L’Autre Vie (sur Pierre Bergounioux)
- Théodore Balmoral, 1990, n° 8 : Présence (sur Air de la solitude de Gustave Roud)

- Théodore Balmoral, 1991, n° 9/10 : À bord du Blaise Cendrars, poème
- Théodore Balmoral, 1991, n° 9/10 : Un écrivain sans repos, Bruno Gay-Lussac, (sur Bruno Gay-Lussac)

- Théodore Balmoral, 1991, n° 11 : Christian Bobin ou la guérison des maladies, (sur Christian Bobin) repris dans le Cahier de L'Herne consacré à Christian Bobin (Bobin, p. 245 à 247, septembre 2019).

- Théodore Balmoral, 1992, n° 12/13 : Victorien, récit

- La Nouvelle Revue Française, avril 1993, n° 483 : Jean, récit

- Revue de Belles Lettres, octobre 1994, n° 3/4 : Aimée, récit

- La Nouvelle Revue Française, janvier 1995, n° 504 : Sur la terre comme au ciel (Thomas), récit

- Théodore Balmoral, 1995, n° 22/23 : Fac et spera
- Théodore Balmoral, 1995, n° 22/23 : Vous voulez de la sauce ? (sur Antoine Emaz)

- Liberté décembre 1996, n° 228 : Lettres de France (21 écrivains d’aujourd’hui) : Primo

- Théodore Balmoral, 1997, n° 28 : Moby Dick et les sardines

- Légendes, 1999, n° 7 : Léon

- Théodore Balmoral, 1999, n° 32/33 : Monsieur Tchingria (sur Charles-Albert Cingria)

- Théodore Balmoral, 1999, n° 32/33 : Esprit

- Le Citadin, 2000, n° 14 : O° sur l’échelle d’Adam

- L’Atelier contemporain, avril 2000, n° 1 : Samuel

- Théodore Balmoral, 2000, n° 36/37 : Il était une fois dans la ville de Foix une marchande de foie qui vendait du foie dans la ville de Foix. Elle se dit : « Ma foi, c’est la première fois et la dernière fois que je vends du foie dans la ville de Foix. »

- Rehauts, octobre 2001, n° 8 : Quelque chose qui faisait vrai (Félicité)

- Théodore Balmoral, 2002, n° 41 : À un vieil homme inconsolé (présentation des lettres de Charles-Ferdinand Ramuz à Jean-Marie Dunoyer)

- Théodore Balmoral, 2003, n° 45 : Le Rayonnement (Compagnies de Pierre Bergounioux)

- Théodore Balmoral, 2003, n° 45 : Entretien avec Pierre Bergounioux (Compagnies de Pierre Bergounioux)

- Théodore Balmoral, 2004, n° 46/47 : Sauveur

- Théodore Balmoral, 2005, n° 49/50 : Les vingt ans de Théodore Balmoral

- Théodore Balmoral, 2008, n° 56/57 : Smorzando

- Théodore Balmoral, 2008, n° 58 : Élévation au cube

- Théodore Balmoral, 2009, n° 59/60 : Entretien avec Gilles Ortlieb (1)

- Théodore Balmoral, 2009, n° 61 : Blue birds' corner (Extraits)

- Théodore Balmoral, 2009, n° 61 : Entretien avec Gilles Ortlieb (2)

- Théodore Balmoral, 2010, n° 62/63 : Entretien avec Gilles Ortlieb (3)

- Théodore Balmoral, 2010, n° 64 : Situation

- Théodore Balmoral, 2010, n° 64 : Blue birds' corner (2)

- Théodore Balmoral, 2010, n° 64 : Entretien avec Gilles Ortlieb (4)

- Fario, 2010, n° 9 : Blue birds' corner (Cinq textes)

- Théodore Balmoral, 2011, n° 65 : Situation (2)

- Théodore Balmoral, 2011, n° 65 : Blue birds' corner (3)

- Théodore Balmoral, 2011, n° 65 : Entretien avec Gilles Ortlieb (5)

- Théodore Balmoral, 2011, n° 66/67 : Blue birds' corner (4)

- Théodore Balmoral, 2011, n° 66/67 : Entretien avec Gilles Ortlieb (6)

- Théodore Balmoral, 2012, n° 68 : Entretien avec Gilles Ortlieb (7)

- Théodore Balmoral, 2012, n° 69/70 : Blue birds' corner (5)

- Théodore Balmoral, 2012, n° 69/70 : Entretien avec Gilles Ortlieb (8)

- Théodore Balmoral, 2013, n° 71 : La Force du présent (Henri Thomas : un détour par Paul de Roux)

- Théodore Balmoral, 2013, n° 71 : Entretien avec Gilles Ortlieb (9)

- Théodore Balmoral, 2013, n° 72/73 : Blue birds' corner (6)

- Théodore Balmoral, 2013, n° 72/73 : Entretien avec Gilles Ortlieb (10)

- Théodore Balmoral, 2014, n° 74 : Entretien avec Gilles Ortlieb (11)

- Europe, 2022, n° 1115 : Tu parles, Charles (à propos du livre de Gilles Ortlieb sur Charles Baudelaire, Au Grand Miroir,  L'Un et L'Autre/Gallimard, 2005)

- Europe, 2022, n° 1115 : Entretien avec Gilles Ortlieb (12)

- Extrait de l'entretien (inédit dans son intégralité) avec Gilles Ortlieb à la suite de la réédition de son livre Au grand miroir, préface d'Alexandre Postel, Le Bruit du temps, coll. « Poche », 2024

### Éditions
- Établissement et annotation de la Correspondance entre Georges Perros et Henri Thomas (1960-1978), Préface et postfaces de Jean Roudaut, édition annotée par Thierry Bouchard qui a rédigé la note bibliographique finale, (Éditions Fario, collection Théodore Balmoral, 2017).
- Établissement de la republication du livre Maurice Ravel, Souvenirs de Manuel Rosenthal recueillis par Marcel Marnat, Préface de Marcel Marnat, édition annotée par Marcel Marnat et Thierry Bouchard, suivi de Maurice Ravel, Esquisse autobiographique, (Éditions Fario, collection Théodore Balmoral, 2018).
- Établissement avec Marc Sagnol de l'édition du livre d'Arnold Daghani, La tombe est dans la cerisiaie, Journal du camp de Mikhaïlovka, 1942-1943, Préface de Marc Sagnol, édition annotée par Marc Sagnol et Thierry Bouchard, suivi d'un entretien entre Philippe Kellmer (traducteur du livre et compagnon de déportation d'Arnold Daghani) et Marc Sagnol, (Éditions Fario, collection Théodore Balmoral, 2018).
- Établissement de la republication du livre de Jérôme Prieur, Lanterne magique, préface de Jérôme Prieur, édition annotée par Jérôme Prieur et Thierry Bouchard, (Éditions Fario, collection Théodore Balmoral, 2020).
- Établissement de la republication du livre d'André Weil-Curiel, Règles de savoir-vivre à l'usage d'un jeune Juif de mes amis, note bio-bibliographique sur André Weil-Curiel et Léon-Paul Fargue de Thierry Bouchard, édition annotée par le même, (Éditions Fario, collection Théodore Balmoral, 2023).

### Traduction
- Théodore Balmoral, 2009, n° 61 : Traduction de l'espagnol du texte d'Alberto Manguel Memoria para el olvido (L'Oubli pour mémoire) (à propos de Robert Louis Stevenson)

## Distinctions
- Honneur 2020 de La Cause littéraire, meilleur roman[5]